# Aristodama
Aristodama di Smirne (Ionia, circa 218 a.C. – ...) è stata una poetessa greca antica.
Nessuna delle sue opere letterarie è sopravvissuta fino ad oggi; tutto quel che si sa di lei proviene da una serie d'iscrizioni rinvenute nei dintorni del territorio di Lamia (Grecia Centrale). I cittadini di questa polis dell'Etolia concessero difatti a lei ed al fratello Dionisio la cittadinanza onoraria come uno dei riconoscimenti per le abilità poetiche della giovane donna, spese soprattutto a favore della città di residenza.